# امناس
امناس (به سوئدی: Ammenäs) یک سکونتگاه مسکونی در سوئد است که در Uddevalla Municipality واقع شده‌است.

## خصوصیات
امناس ۱٫۵۰ کیلومترمربع مساحت و ۵۴۴ نفر جمعیت دارد.